# آدام هرشمن
آدام هرشمن (به انگلیسی: Adam Herschman) بازیگر آمریکایی است.
از فیلم‌های معروف او می‌توان به بازی در فیلم مردان سول و خانه‌خراب اشاره کرد.